# Cella di Hull

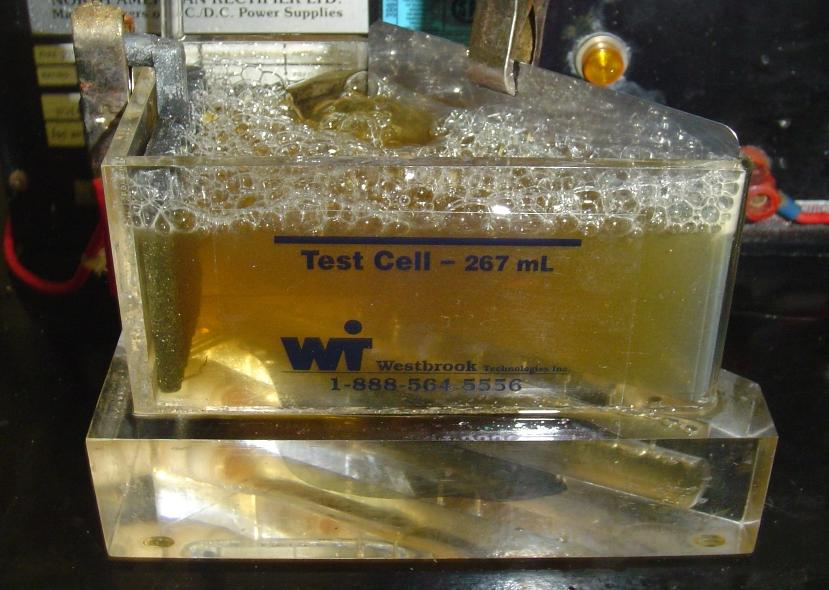
Una soluzione per il rivestimento dello zinco testata in una cella di Hull

La cella di Hull rappresenta per il galvanico ciò che il voltmetro e l'amperometro rappresentano per l'elettrotecnico.
È una cella di dimensioni standard utilizzata per lo studio dei depositi galvanici (quali ad esempio l'elettrodeposizione di zinco).
La sua caratteristica è quella di avere il catodo inclinato di un angolo standard rispetto all'anodo: in questo modo si crea sulla superficie del catodo un gradiente continuo e determinabile di densità di corrente: il galvanico potrà dall'analisi del deposito, capire quale sarà la miglior densità di corrente da applicare al sistema per quella particolare elettrodeposizione.